# 費爾南多 (明尼蘇達州)
費爾南多（英語：Fernando）是位於美國明尼蘇達州麥克萊德縣朗德格羅夫鎮區的一個非建制地區。

## 地理
費爾南多所處的海拔為高於海平面323米（即1060英呎），而該地所採用的時區為UTC-6，即北美中部時區（CST）。同時該地設有夏令時間，為UTC-6調快一小時，即UTC-5（CDT）。